# Saint-Pantaléon-de-Lapleau
Saint-Pantaléon-de-Lapleau település Franciaországban, Corrèze megyében. Lakosainak száma 64 fő (2022. január 1.). Saint-Pantaléon-de-Lapleau Lamazière-Basse, Lapleau, Latronche, Saint-Hilaire-Luc és Soursac községekkel határos.

## Népesség
A település népessége az elmúlt években az alábbi módon változott:
| Lakosok száma | 106  | 55   | 65   | 70   | 72   | 69   | 67   | 67   | 66   | 64   |
|               | 1968 | 1982 | 1990 | 2006 | 2013 | 2015 | 2017 | 2019 | 2020 | 2022 |